# Loukaniko
 (juin 2025).
Si vous disposez d'ouvrages ou d'articles de référence ou si vous connaissez des sites web de qualité traitant du thème abordé ici, merci de compléter l'article en donnant les références utiles à sa vérifiabilité et en les liant à la section « Notes et références ».

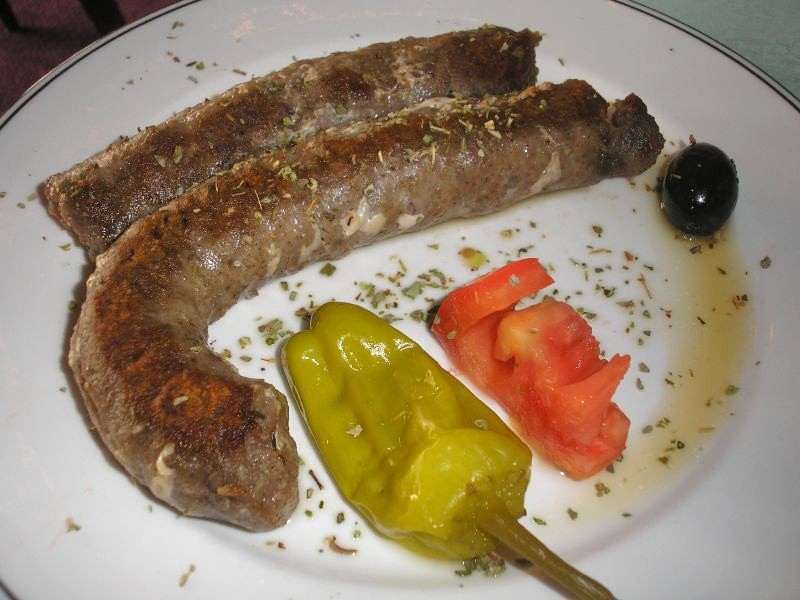
Loukaniko Lemonato

Loukániko (en grec moderne : λουκάνικο) est, en Grèce, le terme générique pour désigner les saucisses de porc.
Le terme « loukaniko » est dérivé du lucanica de la cuisine de la Rome antique et a été utilisé en grec au moins depuis le IVe siècle.